# یان دردا
یان دِردا (چکی: Jan Drda; ۴ آوریل ۱۹۱۵ – ۲۸ نوامبر ۱۹۷۰) روزنامه‌نگار، سیاستمدار، نمایشنامه نویس، فیلمنامه‌نویس و نویسنده افسانه‌های مدرن چک بود. او در سال‌های ۱۹۴۹ و ۱۹۵۳ برنده جایزه دولتی چک بود و در سال ۱۹۶۵ مجدداً نامزد دریافت جایزه شد.